# 高祖憲治
高祖 憲治（こうそ けんじ、1947年5月1日 - ）は、日本の政治家。元参議院議員（1期）。元自由民主党本部組織推進部長。岡山県出身。

## 人物
1970年、京都大学法学部を卒業し、郵政省に入省。近畿郵政局長・大臣官房審議官・北陸郵政局長を歴任し、2001年に退官。
2001年に第19回参議院議員通常選挙に自由民主党公認で比例区より立候補。選挙では47万9585票を獲得し、自民党内では舛添要一に次ぐ2位で初当選した。しかし、当選翌月に選挙に絡み、高祖に近かった現役の近畿郵政局長を含む計16人の郵政関係者が公職選挙法違反（公務員の地位利用）容疑で逮捕され、連座制適応の可能性が指摘されたため、同年9月に議員辞職した。その結果中島啓雄が繰り上げ当選となった。
2002年1月17日、高祖の後援会幹部の有罪判決が確定した。
2003年、日本BS放送の代表取締役社長に就任。2006年3月まで務めた。